# قرار مجلس الأمن التابع للأمم المتحدة رقم 943
قرار مجلس الأمن التابع للأمم المتحدة رقم 943، المتخذ في 23 أيلول / سبتمبر 1994، بعد إعادة تأكيد جميع القرارات المتعلقة بالحالة في البوسنة والهرسك، علق المجلس بعض القيود المفروضة على جمهورية يوغوسلافيا الاتحادية (صربيا والجبل الأسود) وناقش إغلاق الحدود بين البلدين.
ورحب مجلس الأمن بقرار صربيا والجبل الأسود بشأن التسوية الإقليمية المقترحة للبوسنة والهرسك، وقرار البلدين بمواصلة دعم إغلاق الحدود بين البلدين، باستثناء المساعدات الإنسانية. بموجب الفصل السابع من ميثاق الأمم المتحدة، تقرر بعد ذلك تعليق الإجراءات التالية ضد صربيا والجبل الأسود لفترة أولية مدتها 100 يوم إذا كان كلا الجانبين ينفذان إغلاق الحدود بالكامل:
(أ) القيود الواردة في القرارين 757 (1992) و820 (1993) المتعلقين بالطائرات؛
(ب) القيود المتعلقة بخدمة العبارات بين بار بالجبل الأسود وباري بإيطاليا؛
(ج) التدابير المتعلقة بالرياضة والتبادلات الثقافية.
صدرت تعليمات إلى لجنة مجلس الأمن المنشأة في 724 (1991) لتبسيط الإجراءات عند التعامل مع طلبات المساعدة الإنسانية. أخيرًا، طُلب من الأمين العام بطرس بطرس غالي تقديم تقرير كل 30 يومًا حول ما إذا كان كلا البلدين يواصلان تنفيذ إغلاق الحدود، وتم الإعلان عن إنهاء تعليق القيود في يوم العمل الخامس بعد ذلك التقرير إذا لم يتم تنفيذ إغلاق الحدود.
صدر القرار بأغلبية 11 صوتاً مقابل صوتين ضد (جيبوتي، باكستان) وامتناع عضوين عن التصويت من نيجيريا ورواندا.

## روابط خارجية
- نص القرار في undocs.org